# Tussenvloer

Schematische doorsnede gebouw, op de bel-etage een entresol

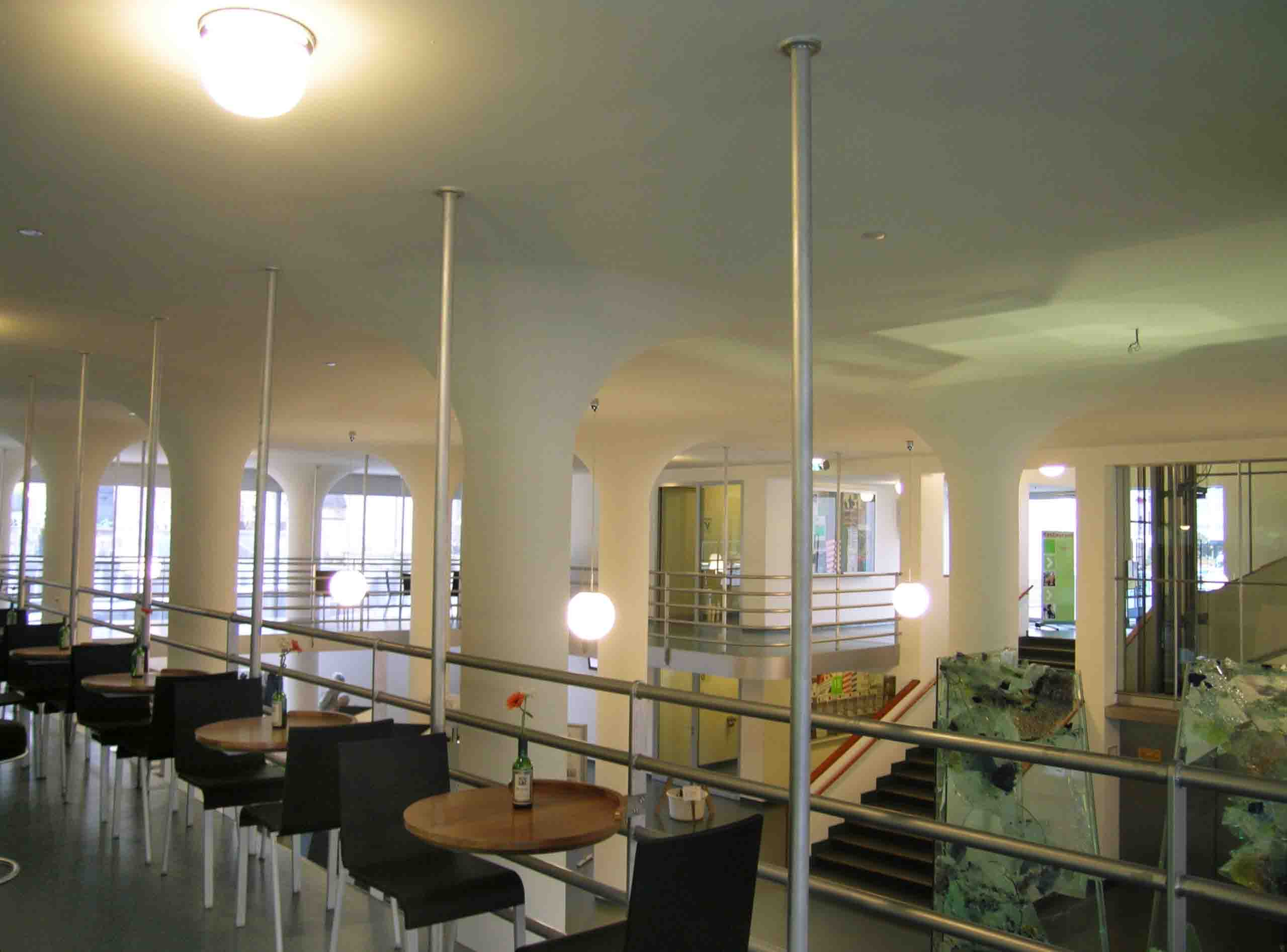
Tussenvloer in het Glaspaleis te Heerlen

Een tussenvloer, ook wel mezzanine (Italiaans: mezzano, 'midden'), entresol (Frans: entre, 'tussen', sol, 'vloer'), insteek- of tussenverdieping genoemd, is in de architectuur een zelfdragende constructie die geplaatst wordt tussen twee etagevloeren, en die veel wordt toegepast in een hoge ruimte voor het creëren van extra vloeroppervlakte. Vaak bestrijkt de tussenvloer niet het gehele vloeroppervlak van een gebouw, maar is het meer een soort balkon. In dat geval wordt de vloer doorgaans niet meegeteld bij de etagenummering.
In 17e-eeuwse huizen werd een entresol meestal gebouwd als een afgesloten vertrek met wanden en een deur, en aangeduid met de namen insteek- of hangkamer ('hangende camere'). Dergelijke ruimtes worden nog aangetroffen in onder andere het Claes Joest Huys en Museumhuis Bonck.
Een tussenverdieping kan deel uitmaken van het oorspronkelijke ontwerp van een gebouw, de vrije hoogte is dan gebonden aan eisen van het Bouwbesluit en de vrije hoogte in de vide zal dan in de richting van de zes meter gaan. De tussenverdieping kan ook later zijn geplaatst in verband met herbestemming van een gebouw. Een voorbeeld daarvan is het herbestemmen van watertorens tot woon-/kantoorruimte.
Tussenvloeren hebben vaak een bijzondere functie:
- In vorige eeuwen werd de tussenvloer vooral gebruikt voor opslag en dienstverlenend personeel.
- In sportstadions en theaters wordt een tussenvloer in de vorm van respectievelijk, een skybox en een balkon gebruikt om toegang te geven aan speciale groepen gasten, die ongehinderd zicht hebben op wedstrijd of voorstelling.
- In de horeca geeft een tussenvloer extra bruikbaar oppervlak en tevens de gelegenheid voor groepen om zich een beetje af te kunnen zonderen van de overige gasten.
- Bij het openbaar vervoer kan een tussenvloer de functie hebben om toegang tot perrons te controleren of om reizigersstromen naar andere perrons te kunnen leiden.
- In winkels wordt een tussenvloer vaak gebruikt voor opslag, maar ook wel om extra winkeloppervlak te creëren in een hoge ruimte.
- In industriële toepassingen wordt een tussenvloer vaak gebruikt in grote hallen, voor opslag of een aparte functie, zoals een kantoortje. Bij zeer grote machines (bv. turbines in een elektriciteitscentrale of scheepsmotoren) dient een tussenvloer om de gehele machine te kunnen bereiken, bijvoorbeeld voor onderhoud of inspectie.
- In magazijnen worden tussenvloeren toegepast voor automatiseringsdoeleinden. Hier worden tussenvloeren gebruikt om de banden met pakketten overheen te laten lopen.

De oppervlaktes van tussenvloeren kunnen variëren van enkele vierkante meters tot duizenden. Tevens zijn meerdere etages mogelijk.
In Spanje is entresuelo ('tussenverdieping') vaak de gebruikelijke benaming voor de eerste verdieping van een gebouw. 

## Afbeeldingen

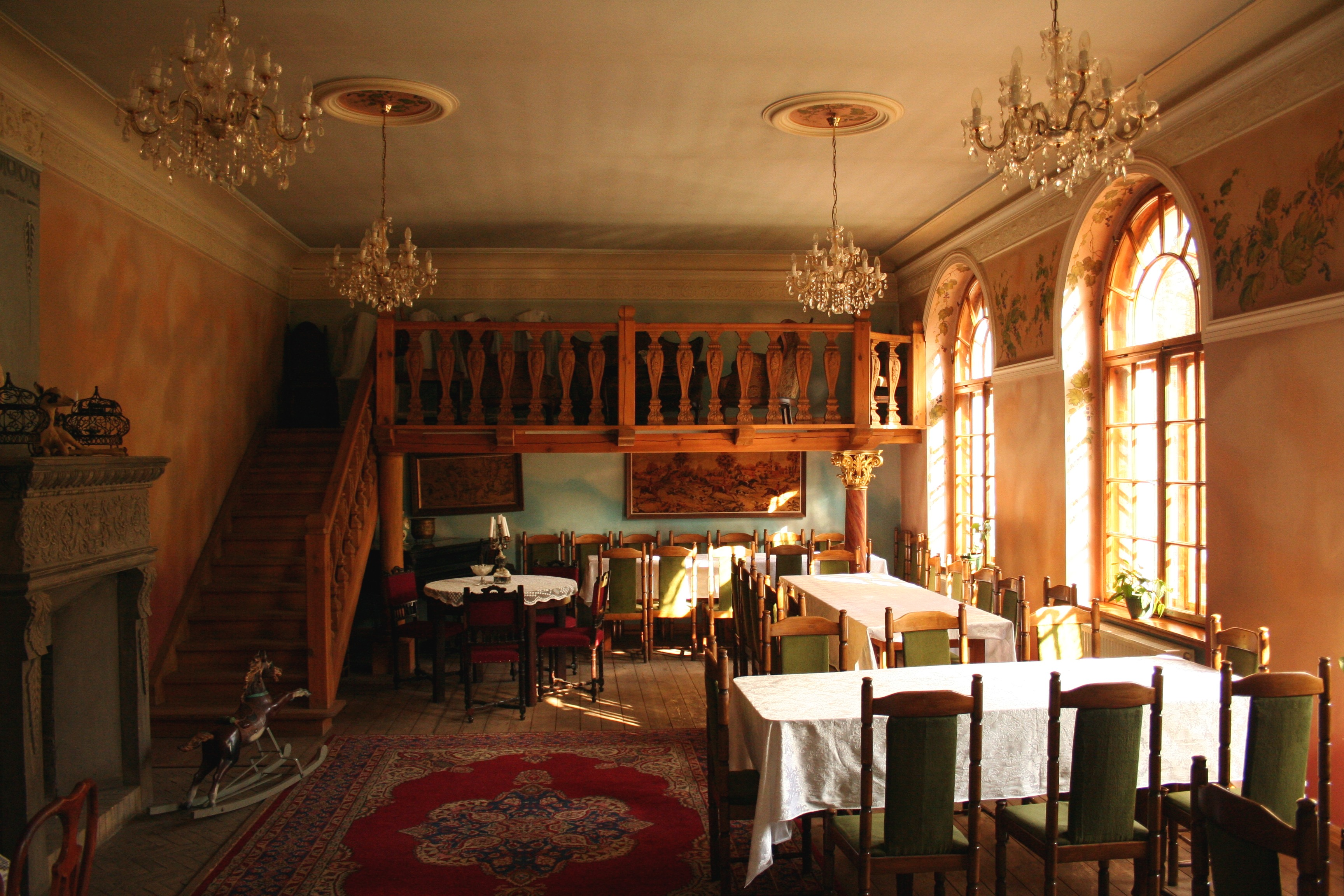
Tussenvloer in een restaurant
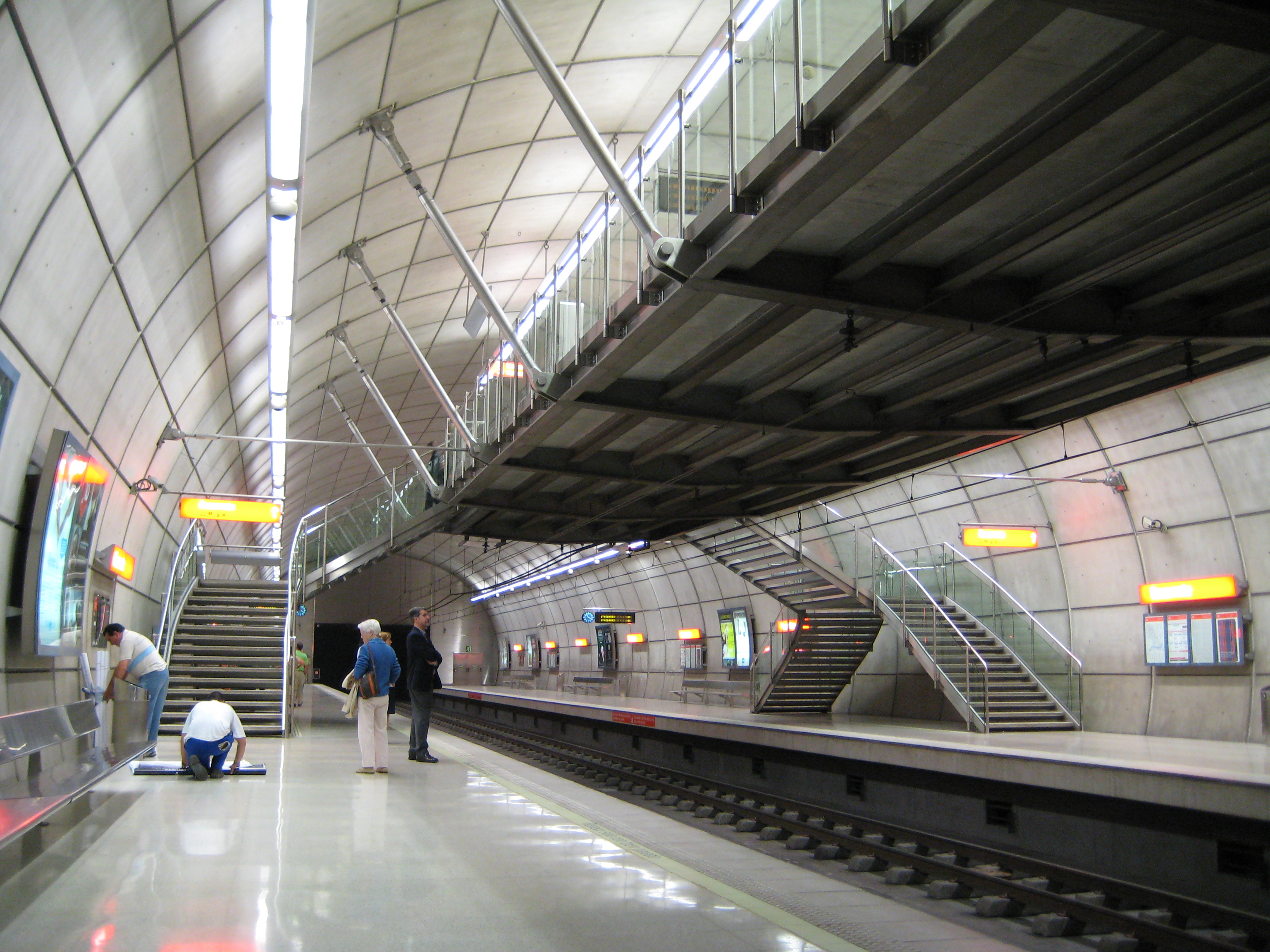
Tussenvloer in een metrostation te Bilbao
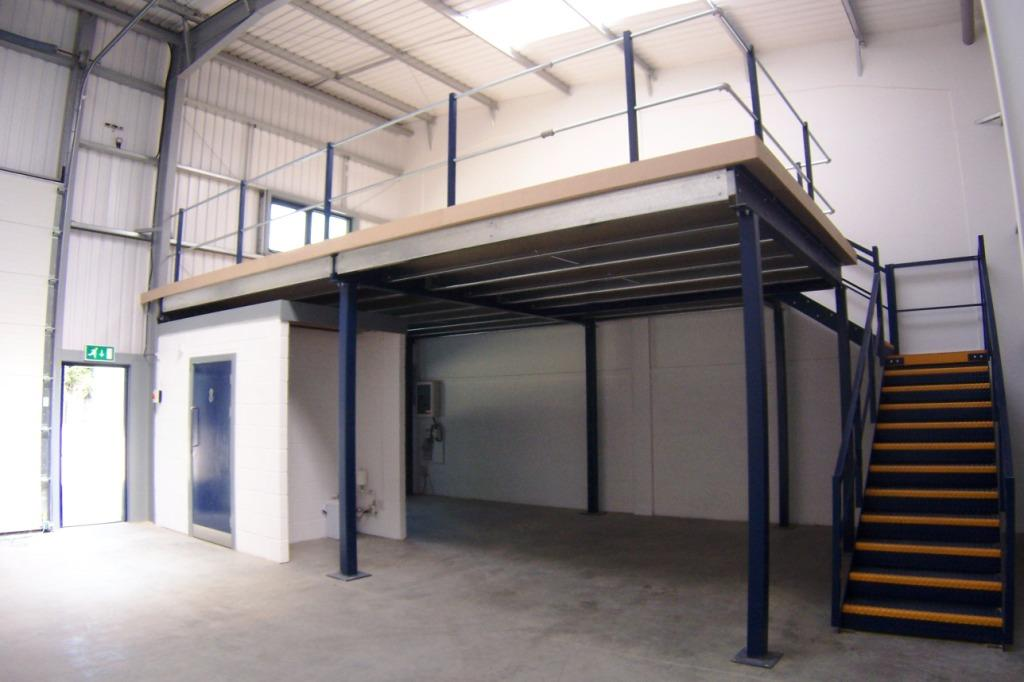
Industriële tussenvloer
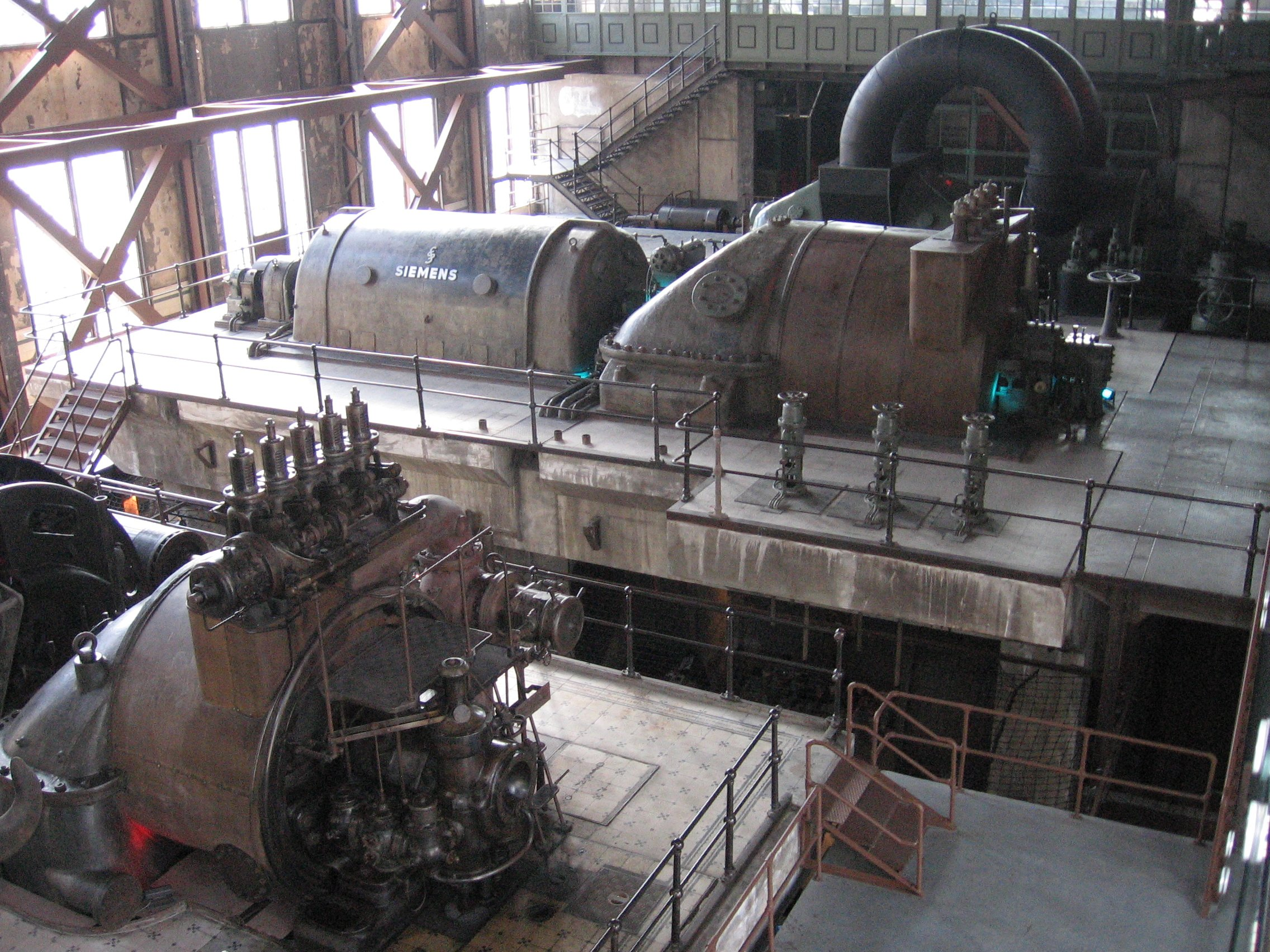
Industriële tussenvloer in een turbinehal